# Гжегожев (гмина)
Гжегожев (пол. Grzegorzew) — сельская гмина (волость) в Польше, входит как административная единица в Кольский повет, Великопольское воеводство. Население — 5615 человек (на 2006 год).

## Населённые пункты
Барлоги, Богушинец, Борыславице-Замкове, Борыславице-Косцельне, Былице, Былице-Колония, Гродна, Гжегожев, Заблоце, Келчевек, Ладорудзек, Понентув-Дольны, Тарнувка.

## Соседние гмины

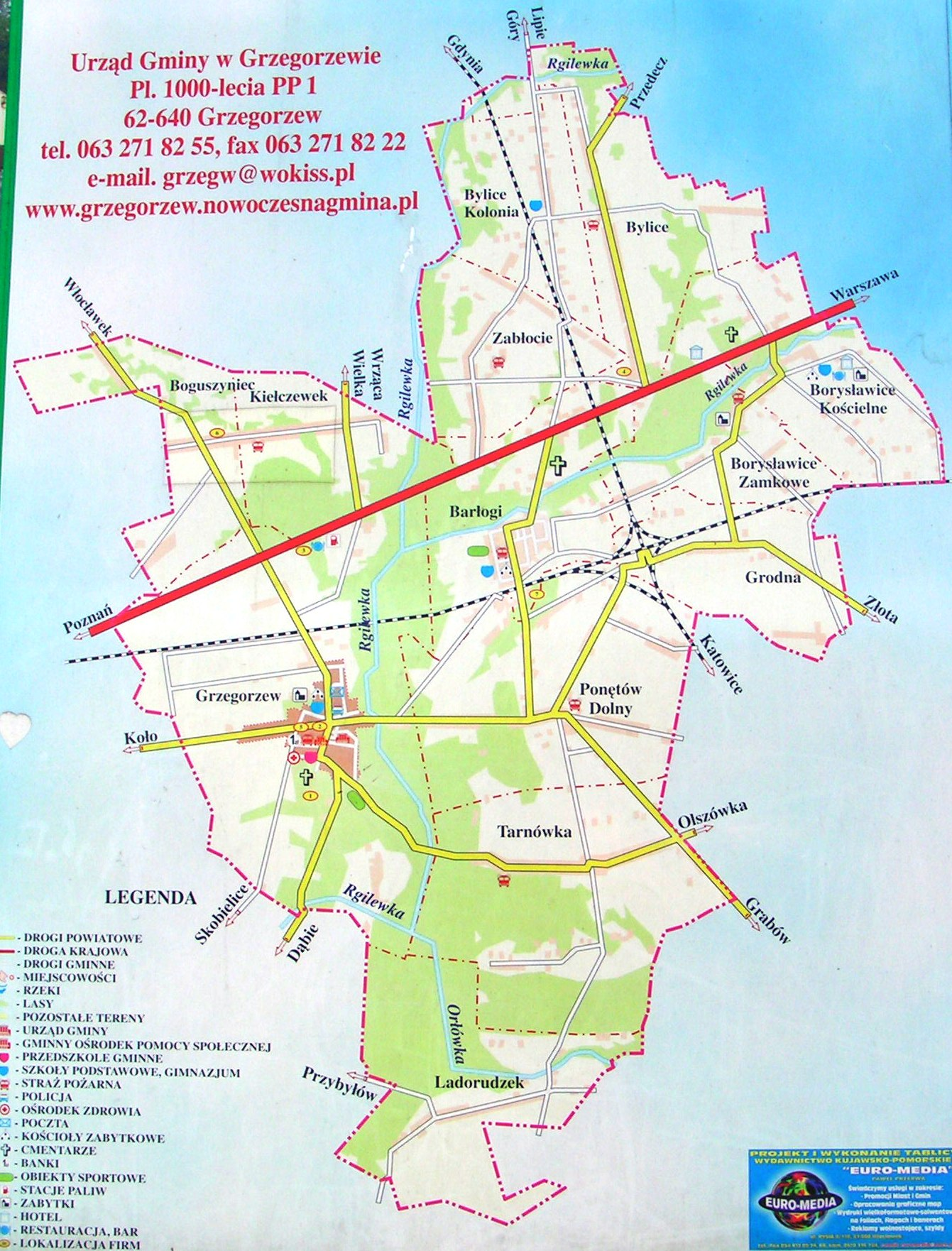
Гмина Гжегожев

1. Гмина Бабяк
2. Гмина Домбе
3. Гмина Клодава
4. Гмина Коло
5. Гмина Ольшувка